# سیاه چوب کلای
سیاه چوب کلای (به لاتین: Siah Chub Kalay) یک منطقهٔ مسکونی در افغانستان است که در ولایت زابل واقع شده‌است.